# تپه اسدآباد خورین ۲
تپه اسدآباد خورین ۲ مربوط به دوران‌های تاریخی پس از اسلام است و در شهرستان قزوین، بخش کوهین، روستای اسدآباد خوروین واقع شده و این اثر در تاریخ ۲۵ اسفند ۱۳۷۹ با شمارهٔ ثبت ۳۱۵۹ به‌عنوان یکی از آثار ملی ایران به ثبت رسیده است.